# Paradox Development Studio
Paradox Development Studio es un estudio desarrollador de videojuegos con sede en Suecia fundado en 1995. Está estrechamente asociado con su compañía madre y distribuidora de videojuegos, Paradox Interactive. Es más conocido por haber desarrollado las series de juegos de estrategia Europa Universalis, Hearts of Iron, Crusader Kings y Victoria.

## Historia
Paradox Development Studio está basado en la herencia de la compañía de juegos de mesa sueca Target Games, y se ha enfocado en el desarrollo de videojuegos de "gran estrategia" para PC desde 1995. En un principio, Target Games diseñaba juegos de mesa y creó el videojuego para PC Svea Rike, precisamente basado en un juego de mesa.
La compañía continuó creando sus propios juegos para PC y en 1999 la compañía fue dividida en dos entidades diferentes: Paradox Interactive, que se enfocaba en el desarrollo de videojuegos de gran estrategia para PC, y Paradox Entertainment, que se enfocaba en la creación de juegos de mesa y videojuegos de rol. Paradox Interactive comenzó a publicar sus juegos de estrategia por sí sola, y rápidamente expandió su portafolio hasta incluir videojuegos de otros estudios desarrolladores.
Paradox Interactive fue dividida en enero de 2012, separando su estudio desarrollador bajo el nombre de Paradox Delevopment Studio y creando la compañía madre Paradox Interactive, la cual se enfoca exclusivamente en la publicación de juegos de PC de diversos géneros. Paradox Development Studio seguirá enfocando su trabajo en el desarrollo de videojuegos de gran estrategia. El estudio ha sido el responsable del desarrollo de las series de videojuegos Europa Universalis, Hearts of Iron, Crusader Kings y Victoria., incluso antes de la separación institucional.
El estudio fue uno de los primeros desarrolladores de videojuegos en utilizar el término "gran estrategia", un subgénero de juegos de estrategia que incluye no solo la administración de ejércitos, economías sencillas y/o unidades individuales, sino también la administración de países y economías completas en contextos globales. Hasta la fecha, la mayoría de los juegos desarrollados por Paradox han caído en esta categoría.

## Clausewitz Engine
En 2007, Paradox Development Studio estrenó un motor gráfico propietario, llamado Clausewitz, en el juego Europa Universalis III y ha sido utilizada en todos los juegos desarrollados por estudio hasta la fecha. El motor ofrece una visión tridimensional de una parte o la totalidad del mapa del mundo, dependiendo del juego en cuestión. La última versión del motor, Clausewitz 2.5, fue utilizada por primera vez en la secuela de la serie de EU, Europa Universalis IV.

## Lista de videojuegos
A continuación se muestra una lista de videojuegos desarrollados por Paradox Development Studio, así como las expansiones de cada uno.
| Nombre                            | Lanzamiento | Expansiones                     | Lanzamiento |
| --------------------------------- | ----------- | ------------------------------- | ----------- |
| Europa Universalis                | 2000        | —                               | —           |
| Europa Universalis II             | 2001        | —                               | —           |
| Hearts of Iron                    | 2002        | —                               | —           |
| Victoria: An Empire Under the Sun | 2003        | Revolutions                     | 2006        |
| Crusader Kings                    | 2004        | Deus Vult                       | 2007        |
| Hearts of Iron II                 | 2005        | Doomsday                        | 2006        |
| Hearts of Iron II                 | 2005        | Armageddon                      | 2007        |
| Europa Universalis III            | 2007        | Napoleon's Ambition             | 2007        |
| Europa Universalis III            | 2007        | In Nomine                       | 2008        |
| Europa Universalis III            | 2007        | Heir to the Throne              | 2009        |
| Europa Universalis III            | 2007        | Divine Wind                     | 2010        |
| Europa Universalis: Rome          | 2008        | Vae Victis                      | 2008        |
| Hearts of Iron III                | 2009        | Semper Fi                       | 2010        |
| Hearts of Iron III                | 2009        | For the Motherland              | 2011        |
| Hearts of Iron III                | 2009        | Their Finest Hour               | 2012        |
| Victoria II                       | 2010        | A House Divided                 | 2012        |
| Victoria II                       | 2010        | Heart of Darkness               | 2013        |
| Sengoku                           | 2011        | —                               | —           |
| Crusader Kings II                 | 2012        | Sword of Islam                  | 2012        |
| Crusader Kings II                 | 2012        | Legacy of Rome                  | 2012        |
| Crusader Kings II                 | 2012        | Sunset Invasion                 | 2012        |
| Crusader Kings II                 | 2012        | The Republic                    | 2013        |
| Crusader Kings II                 | 2012        | The Old Gods                    | 2013        |
| Crusader Kings II                 | 2012        | Sons of Abraham                 | 2013        |
| Crusader Kings II                 | 2012        | Rajas of India                  | 2014        |
| Crusader Kings II                 | 2012        | Charlemagne                     | 2014        |
| Crusader Kings II                 | 2012        | Way of Life                     | 2014        |
| Crusader Kings II                 | 2012        | Horse Lords                     | 2015        |
| Crusader Kings II                 | 2012        | Conclave                        | 2016        |
| Crusader Kings II                 | 2012        | The Reaper's Due                | 2016        |
| Crusader Kings II                 | 2012        | Monks and Mystics               | 2017        |
| Crusader Kings II                 | 2012        | Jade Dragon                     | 2017        |
| Crusader Kings II                 | 2012        | Holy Fury                       | 2018        |
| March of the Eagles               | 2013        | —                               | —           |
| Europa Universalis IV             | 2013        | Conquest of Paradise            | 2014        |
| Europa Universalis IV             | 2013        | Wealth of Nations               | 2014        |
| Europa Universalis IV             | 2013        | Res Publica                     | 2014        |
| Europa Universalis IV             | 2013        | Art of War                      | 2014        |
| Europa Universalis IV             | 2013        | El Dorado                       | 2015        |
| Europa Universalis IV             | 2013        | Common Sense                    | 2015        |
| Europa Universalis IV             | 2013        | The Cossacks                    | 2015        |
| Europa Universalis IV             | 2013        | Mare Nostrum                    | 2016        |
| Europa Universalis IV             | 2013        | Rights of Man                   | 2016        |
| Europa Universalis IV             | 2013        | Mandate of Heaven               | 2017        |
| Europa Universalis IV             | 2013        | Third Rome Immersion Pack       | 2017        |
| Europa Universalis IV             | 2013        | Cradle of Civilization          | 2017        |
| Europa Universalis IV             | 2013        | Rule Britannia Immersion Pack   | 2018        |
| Europa Universalis IV             | 2013        | Dharma                          | 2018        |
| Europa Universalis IV             | 2013        | Golden Century Immersion Pack   | 2018        |
| Europa Universalis IV             | 2013        | Emperor                         | 2020        |
| Europa Universalis IV             | 2013        | Leviathan                       | 2021        |
| Europa Universalis IV             | 2013        | Origins                         | 2021        |
| Europa Universalis IV             | 2013        | Lions of the North              | 2022        |
| Europa Universalis IV             | 2013        | Domination                      | 2023        |
| Europa Universalis IV             | 2013        | King of Kings                   | 2023        |
| Stellaris                         | 2016        | Leviathans                      | 2016        |
| Stellaris                         | 2016        | Plantoids                       | 2016        |
| Stellaris                         | 2016        | Utopia                          | 2017        |
| Stellaris                         | 2016        | Humanoids                       | 2017        |
| Stellaris                         | 2016        | Synthetic Dawn                  | 2017        |
| Stellaris                         | 2016        | Apocalypse                      | 2018        |
| Stellaris                         | 2016        | Distant Stars                   | 2018        |
| Stellaris                         | 2016        | MegaCorp                        | 2018        |
| Stellaris                         | 2016        | Ancient Relics                  | 2019        |
| Stellaris                         | 2016        | Lithoids                        | 2019        |
| Stellaris                         | 2016        | Federations                     | 2020        |
| Stellaris                         | 2016        | Necroids                        | 2020        |
| Stellaris                         | 2016        | Nemesis                         | 2021        |
| Stellaris                         | 2016        | Aquatics                        | 2021        |
| Stellaris                         | 2016        | Overlord                        | 2022        |
| Stellaris                         | 2016        | Toxoids                         | 2022        |
| Stellaris                         | 2016        | First Contact                   | 2023        |
| Stellaris                         | 2016        | Galactic Paragons               | 2023        |
| Stellaris                         | 2016        | Astral Planes                   | 2023        |
| Hearts of Iron IV                 | 2016        | Together for Victory            | 2016        |
| Hearts of Iron IV                 | 2016        | Death or Dishonor               | 2017        |
| Hearts of Iron IV                 | 2016        | Waking the Tiger                | 2018        |
| Hearts of Iron IV                 | 2016        | Man The Guns                    | 2018        |
| Hearts of Iron IV                 | 2016        | La Resistance                   | 2020        |
| Hearts of Iron IV                 | 2016        | No Step Back                    | 2021        |
| Hearts of Iron IV                 | 2016        | By Blood Alone                  | 2022        |
| Hearts of Iron IV                 | 2016        | Arms Against Tyranny            | 2023        |
| Imperator: Rome                   | 2019        | Epirus Content Pack             | 2019        |
| Imperator: Rome                   | 2019        | The Punic Wars Content Pack     | 2019        |
| Imperator: Rome                   | 2019        | Magna Graecia Content Pack      | 2020        |
| Imperator: Rome                   | 2019        | Heirs of Alexander Content Pack | 2021        |
| Crusader Kings III                | 2020        | Northern Lords Flavor Pack      | 2021        |
| Crusader Kings III                | 2020        | Royal Court                     | 2022        |
| Crusader Kings III                | 2020        | Fate of Iberia Flavor Pack      | 2022        |
| Crusader Kings III                | 2020        | Friends & Foes                  | 2022        |
| Crusader Kings III                | 2020        | Tours and Tournaments           | 2023        |
| Crusader Kings III                | 2020        | Wards and Wardens               | 2023        |
| Crusader Kings III                | 2020        | Legacy of Persia Flavor Pack    | 2023        |
| Victoria 3                        | 2022        | Voice of the People             | 2023        |
| Victoria 3                        | 2022        | Dawn of Wonder                  | 2023        |
| Victoria 3                        | 2022        | Colossus of the South           | 2023        |